# Харпер, Кайл
Кайл Харпер (Kyle Harper; род. 29 декабря 1979, Эдмонд, Оклахома) — американский антиковед, специалист по истории Древнего Рима, в особенности по экономической, экологической и социальной истории. Доктор философии (2007), эмерит-провост и профессор Университета Оклахомы, где трудится с 2007 года. Отмечен James Henry Breasted Prize (2012).
Уроженец Эдмонда (штат Оклахома). Окончил Университет Оклахомы (бакалавр литературы summa cum laude, 2001), получил степени магистра (2003) и доктора философии (2007) по истории в Гарварде. Профессор классики Университета Оклахомы и его провост, а также (с 2013) старший вице-президент. С 2007 года там ассистент-профессор, с 2012 года ассоциированный, с 2014 года профессор. Также с 2009 года директор-основатель междисциплинарного центра Institute for the American Constitutional Heritage.
Женат, трое детей.
Автор трех книг.
Автор книги The Fate of Rome: Climate, Disease, and the End of an Empire {Рец: Ноэль Ленски в TLS}, переведенной на 12 языков. Автор Plagues upon the Earth: Disease and the Course of Human History (Princeton, 2021). Его первая книга, вышедшая на основе его диссертации, Slavery in the Late Roman World, AD 275—425 (Cambridge University Press, 2011) {Рец.: , } — получила James Henry Breasted Prize (2012), а также Outstanding Publication Award от Classical Association of the Middle West and South. Его вторая книга From Shame to Sin: The Christian Transformation of Sexual Morality (Harvard University Press, 2013) получила Award for Excellence in the Study of Religion in Historical Studies от American Academy of Religion.